# سكوت كين
سكوت كين (بالإنجليزية: Scott Cain)‏ هو مغني أسترالي، ولد في 2 أبريل 1981 في ميناء ماكواري في أستراليا.

## وصلات خارجية
- سكوت كين على موقع ميوزك برينز (الإنجليزية)
- سكوت كين على موقع ديسكوغز (الإنجليزية)